# Revue de géographie alpine
Le Journal of Alpine Research | Revue de géographie alpine est une revue scientifique pluridisciplinaire en libre accès (accès diamant) consacrée aux problématiques sociales, territoriales, politiques et environnementales sur les montagnes. Elle publie quatre numéros par an, trois numéros thématiques et un numéro "varia". Depuis 2013, les articles sont systématiquement publiés en au moins deux langues, dont l'anglais.
Fondée en 1913 par le géographe français Raoul Blanchard sous le nom Revue de géographie alpine. Depuis juin 2013, date de son centainaire, le titre officiel de la revue se décline en deux langues : Revue de géographie alpine / Journal of Alpine research. Depuis sa création, elle est ouverte aux disciplines voisines de la géographie ; elle est spécialisée dans l'étude des espaces montagnards. La revue publie des articles scientifiques inédits concernant les problématiques territoriales et environnementales dans l’arc alpin, mais également dans les autres territoires de montagne. Depuis 1968, elle est co-éditée par l'Association pour la diffusion de la recherche alpine (ADRA) et par UGA Éditions (Université Grenoble Alpes).
Le Journal of Alpine Research | Revue de géographie alpine, depuis 2013, s'attache au plurilinguisme afin d'accroître sa visibilité. Les articles sont publiés simultanément en anglais et dans une des langues alpines (français, italien, allemand, slovène) ou en espagnol.
Tous les articles sont disponibles en accès libre en ligne, sur Persée jusqu'en 2006 et sur le portail de revues de sciences humaines et sociales OpenEdition Journal depuis 2007.
Le Journal of Alpine Research | Revue de géographie alpine est référencé, entre autres, dans le DOAJ, le Web of Science, Scopus, et par l'AERES.
Outre des articles scientifiques, la revue publie des textes de diffusion scientifique dans ses quatre rubriques: Notes de lecture, Lieux-dits, Montagnes en fiction, Transitions.